# Velde
Velde (eller Velle eller Vellamelen) är en tätort i Steinkjers kommun i Trøndelag fylke i mellersta Norge. Orten ligger vid fylkesväg 6995, på norra sidan av Hjellbotn, norr om fylkesväg 17.